# Škare
 Ovo je glavno značenje pojma Škare. Za druga značenja pogledajte Škare (Otočac).
Škare (iz njem. Schere, koje opet dolazi iz starovisokonjemačkog skāri; hrvatski oblik nožice rijedak u upotrebi) je alat za rezanje, koji se sastoji od dviju oštrica postavljenih jedna nasuprot drugoj. Obično djeluju na principu poluge promjenljiva reznoga kraka, pa se kod jednoga reza sila rezanja mora povećavati. Glavna namjena škara je rezanje različitog materijala kao što su kosa, papir,  plastika, metalne folije, lim, i drugo, pa mogu biti ručne i strojne i različitih veličina, a svoju primjenu našle su od domaćinstva i vrtlarstva (škare za rezanje živice) pa preko raznih obrta (šišanje, građevinarstvo) do medicine. 
Pretpostavlja se kako su najstarije škare izumljene u starom Egiptu oko 1500. godine pr. Kr., a radilo se o takozvanim škarama na oprugu. Škare kakve danas poznajemo su rimski izum (oko 100. godine). Suvremene škare različitih namjena mogu biti i na struju i baterije.
Škare režu materijal time što u nj utiskuju klinaste rezne čeljusti čije oštrice leže u ravnini rezanja ili njoj sasvim blizu. Radi smanjenja rada trenja preporučuje se pri rezanju limova mala zračnost između oštrica, zavisna o debljini lima i vrsti materijala. Oštrice škara nagnute su jedna prema drugoj, čime se smanjuje sila rezanja. Što je veći taj nagib to je i veća sila koja potiskuje materijal ispred oštrica. Pri zatvaranju ručnih škara mjesto rezanja putuje duž oštrica čiji se nagib smanjuje a time se smanjuje i sila potiskivanja materijala ispred oštrica. Oštrinu škara određuju kutevi rezanja, koji se odabiru prema vrsti rezanog materijala.

## Podjela
Prema vrsti i debljini materijala koji se reže, škare se razlikuju po izvedbi i veličini. Ručne škare imaju oštrice spojene jednim zglobom i prikladan rukohvat, a koriste se za rezanje tanjih i mekših materijala, na primjer papira, tkanine, kose i drugog. Vrtne škare (na primjer za rezanje granja) i škare za meso opremljene su oprugom koja ih otvara. Za rezanje tanjih limova koriste se škare za lim koje su nalik ostalim ručnim škarama, dok se za deblje limove koriste stolne polužne škare, a za limove deblje od 3 milimetara i strojne škare, pokretane elektromotorom. Takve su vrste škara različitih izmjera (dimenzija) i snaga, a najviše se primjenjuju u brodogradnji i kotlogradnji. Kombinirane strojne škare opremljene su i specijalnim oštricama za rezanje čeličnih profila, okrugloga željeza i drugih poluproizvoda. Postoji posebna vrsta strojnih škara za kružno isijecanje limova, za rasijecanje limenih ploča u vrpce i slično. Njezine su oštrice u obliku kotačića s oštrim bridom među koje se utiskuje materijal koji se želi rasjeći. Električne škare kao ručni alat različitih su izvedbi, a namijenjene su krojenju tekstila i rezanju folija (obično s kružnim nožem), koriste se i u vrtlarstvu i slično.  
U medicini imaju četiri različite kirurške namjene, a razlikuju se po čeljusti, to su standardne kirurške; škare za prepariranje (sa zaobljenim vrhovima); škare po Listeru (za skidanje povoja); i škare po Littaueru (za skidanje šavova).

## Slike
- Škare na oprugu,Mala Azija, 2.stoljeće.
- Škare za šišanje ovaca.
- Škare za papir.
- Škare za šišanje kose.
- Škare za rezanje noktiju.
- Krojačke škare za tekstil.
- Kirurške škare.
- Mikrokirurške škare.

## Poveznice
- Škare za lim